# Ivan Bogešić
Ivan Bogešić je bio srbijanski nogometaš iz Subotice, rodom bački Hrvat. Smatra ga se jednim od dvadeset Spartakovih najboljih igrača svih vremena. Bio je jednim od najpouzdanijih obrambenih igrača.
Igrao je u sastavu subotičkog Spartaka koji je izborio sudjelovanje u prvenstvu Jugoslavije 1946./47. bio je: Pajo Šimoković, Ivan Bogešić, Miroslav Beleslin, Lajčo Jakovetić, Ivan "Janko" Zvekanović, Gojko Janjić, Ilija Vorgučin, Ladislav Tumbas, Stipan "Pipko" Kopilović, Jóska Takács i Josip Prćić. Trener im je bio Aleksandar Zvekan.